# Coenagrion johanssoni
Coenagrion johanssoni – gatunek ważki z rodziny łątkowatych (Coenagrionidae). Występuje w północnej i wschodniej Europie oraz Azji na wschód po Czukotkę, Kamczatkę i Półwysep Koreański.